# J.C. Rhew Co. Packing Shed
Le J.C. Rhew Co. Packing Shed est un ancien bâtiment agricole situé en zone rurale dans le Nord du comté de White, en Arkansas aux États-Unis. Il servait au conditionnement de fraises.
Il est ajouté au Registre national des lieux historiques le 23 juillet 1992. Toutefois, il est recensé comme bâtiment détruit dans la base de données de l'Arkansas Historic Preservation Program.

## Situation
La parcelle du bâtiment est bordée au nord par Graham Road. Elle se trouve à proximité immédiate de la jonction avec Fuller Road, non loin de Providence.

## Description
Ce bâtiment plain-pied de forme rectangulaire allongée compte six travées séparées par des cloisons. Sa structure en bois repose sur des piliers en béton. Son toit en métal est de forme triangulaire classique.
La façade nord compte six fenêtres (une par travée). Les façades est et ouest ne comportent pas d'ouverture.
Construit en 1939, le bâtiment est remarqué pour son plan au sol particulier qui facilite le déplacement des ouvriers : en effet, chaque travée compte deux portes d'accès au lieu d'une normalement.